# TT4
| q · n · D40 |

| q · n · D40 |

A thébai nekropolisz TT4-es számú sírja Luxor mellett a Nílus nyugati partján, Dejr el-Medinában az ókori munkások falujában, tulajdonosa, az Igazság helyének szolgálója, Qen számára készült.